# Scalpel (software)
Scalpel (em português, bisturi) é um programa de código aberto para recuperar dados apagados, originalmente baseado no foremost, embora significativamente mais eficiente. Originalmente desenvolvido por Golden G. Richard III e apresentado na conferência da DFRWS em 2005, ele permite que um examinador especifique um número de cabeçalhos e rodapés para recuperar tipos de arquivos de uma mídia. O scalpel é mantido por Golden G. Richard III e Lodovico Marziale. Atualmente, o ele está sendo incorporado ao Sleuthkit (TSK) e agora está hospedado no GitHub.